# Kirche Zum Heiligen Kreuz (Sachsenbrunn)

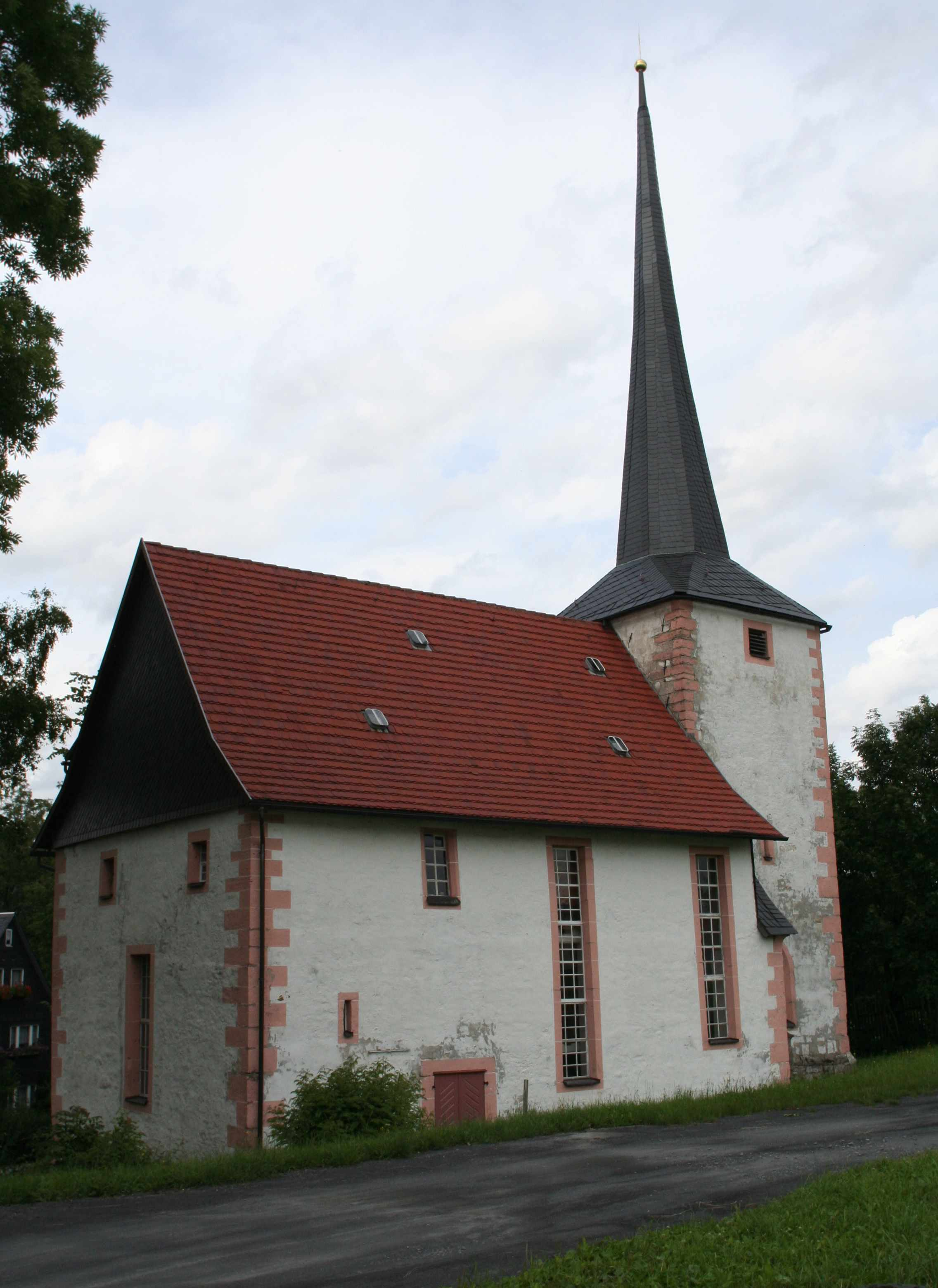
Evangelische Kirche Sachsenbrunn

Die denkmalgeschützte evangelisch-lutherische Kirche Sachsenbrunn steht im Ortsteil Sachsenbrunn der Stadt Eisfeld im Landkreis Hildburghausen in Thüringen.
1490 wurde eine Wallfahrtskapelle errichtet, von der heute noch das Kreuzgewölbe im Chor und der Schlussstein sowie der Triumphbogen und das Schweifbogenfenster in der Nordwand des Kirchenschiffes erhalten sind.
1531 wurde durch eine Erweiterung die heutige Gestalt hergestellt. 1610 wurde der 31 m hohe Turmaufsatz errichtet, in dem vier gusseiserne Glocken hängen.
Der Innenraum hat eine Bemalung im Bauernbarock erhalten. Die Kanzel ist mit den Evangelisten ausgestaltet. Die Emporen zeigen Szenen aus dem Alten und Neuen Testament. Weitere biblische Szenen schmücken den Raum.
Eine geschnitzte Kreuzigungsgruppe oberhalb des Triumphbogen wird der Werkstatt Tilman Riemenschneiders zugeschrieben.
Die heutige Orgel von 1867/68, ein Werk des Orgelbauers Ludwig Glaser aus Saalfeld, musste schon 1870 von Orgelbauer Friedrich Wilhelm Holland umgebaut werden. 2006/07 wurde sie durch die Firma Hey Orgelbau restauriert. Frühere Orgeln stammten unter anderem von Christoph Crapp und Johann Christian Dotzauer.